# أحمد حافظ (خطاط)

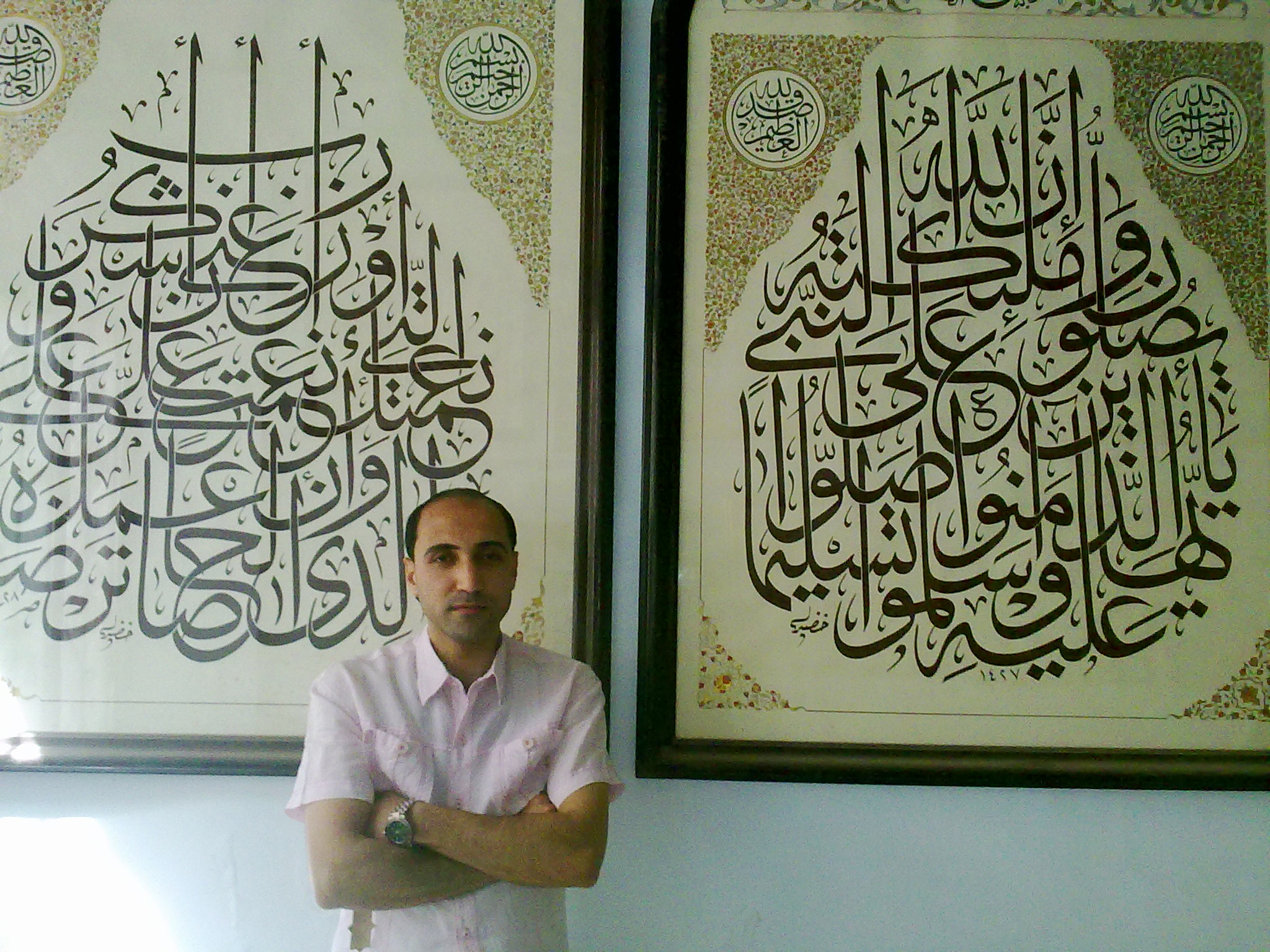
الفنان احمد حافظ

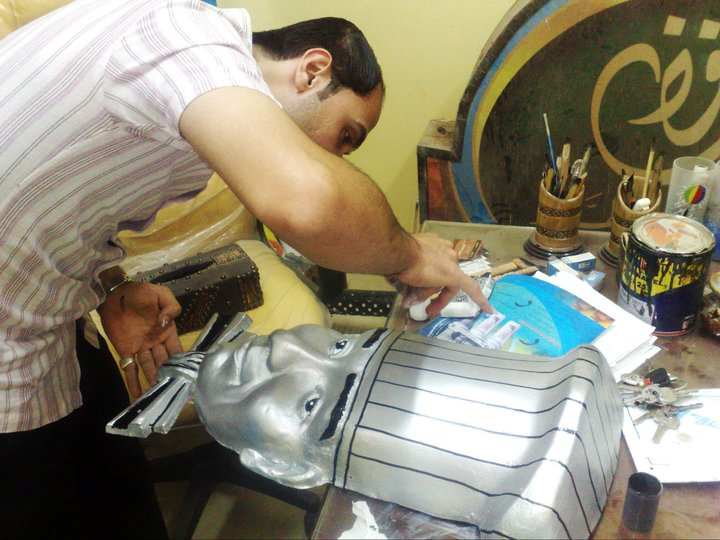
احمد حافظ

أحمد زكريا محمد حافظ، خطاط مصري، وأستاذ فن الخط العربي. من مواليد محافظة المنوفية - مدينة منوف، بتاريخ 1 / 8 / 1982 .

## المؤهلات العلمية
- تخرج من كلية التربية الفنية ( جامعة الأزهر ) لعام 2005 .
- حاصل على دبلوم الخط العربي لعام 2003.
- حاصل على دبلوم التخصص والتذهيب لعام 2005 .
- مدرس الخط العربي بمدرسة الخط العربي بمنوف .
- عضو الجمعية المصرية العامة للخط العربي .
- عضو مؤسس في النقابة العامة للخطاطين .
- عضو النقابة العامة للصحافة والطباعة والإعلام .

## الشهادات والمعارض
- حاصل على شهادة خبرة في الخط العربي من الجمعية العـــامة للـــخط العربي 2006 .
- المشاركة والحصول على شهادة تقدير في المعرض السنوى الثالث لمدرسة الخط العربي بمنوف لعام 2003 .
- شهادة مشاركة في المسابقة الدولية السادسة لفن الخط العربي باسم الخطاط الكبير مير عماد الحسنى . إستانبول . تركيا  لعام 2004 .
- جائزة تشجيعية بصالون ناجى السنوى العاشر المقام بالتعاون بين فرع الإسكندرية ونقابة الفنانين التشكيليين بقصر ثقافة الأنفوشى لعام 2006 .
- المشاركة والحصول على شهادة تقدير في احتفالية قصر ثقافة الأنفوشى للملتقى الثاني للخط العربي في يوم 28 / 11 / 2006 .
- المشاركة والحصول على شهادة تقدير في احتفالية قصر ثقافة الأنفوشى للمتلقي الثاني الفني للخط العربي في يوم 28 / 11 / 2006 .
- المشاركة والحصول على شهادة تقدير في الصالون السادس والعيد الخامس للخط العربي بقصر التذوق . بسيدى جابر الإسكندرية .
- المشاركة والحصول على شهادة تقدير في احتفالية قصر ثقافة الأنفوشى للعيد الثالث والصالون الرابع للخط العربي في يوم 3 / 5 / 2007 .
- المشاركة والحصول على شهادة تقدير في احتفالية قصر ثقافة الأنفوشى للمتلقي السنوى الرابع للخط العربي في يوم 28 / 9 / 2008 .
- المشاركة في مهرجان القاهرة الدولى الأول للخط العربي في بيت السنارى بحى السيدة زينب بالقاهرة لعام 2013 .
- مقتنيات لبعض اللوحات في قصور الثقافة بالمنوفية .
- إقامة معرض خاص باسم ( محاكاة من نور )  بقاعة ( الفنان خضير البورسعيدى ) . لعام 2005 .
- إقامة معرض خاص باسم ( تـأثر وتجديد )  بقاعة ( مدرسة الخط العربي بمنوف ) . لعام 2006 .

## الحياة العملية
العمل في مجال الدعاية والإعلان والتصميم والجرافيك

## أنظر ايضأ
- خط عربي